# Matelea domingensis
Matelea domingensis är en oleanderväxtart som först beskrevs av Brother Alain, och fick sitt nu gällande namn av Krings. Matelea domingensis ingår i släktet Matelea och familjen oleanderväxter. Inga underarter finns listade i Catalogue of Life.